# Trinidad Meza
Trinidad Meza Rodríguez, född 8 november 2001, är en mexikansk konstsimmare.

## Karriär
I februari 2024 vid VM i Doha tog Meza brons tillsammans med Diego Villalobos i det fria programmet för mixade par.